# Kessenich (Euskirchen)
Kessenich is een plaats in de Duitse gemeente Euskirchen, deelstaat Noordrijn-Westfalen.